# Калемие
Калемие (фр. Kalemie) — город на востоке Демократической Республике Конго, в провинции Катанга. Во время бельгийского колониального управления назывался Альбервиль, основал его Альфонс Жак де Диксмёйде.

## География
Расположен на западном берегу озера Танганьика, на высоте 763 м над уровнем моря. Близ города из озера Танганьика вытекает река Лукуга, впадающая в Луалабу.
Город пострадал во время землетрясения 5 декабря 2005 года, эпицентр которого находился примерно в 55 км к юго-востоку от Калемие. Были разрушены несколько десятков домов.

## Экономика и транспорт
Экономика города основана главным образом на производстве цемента, текстильной и пищевой промышленности. Калемие связан железной дорогой с другими городами ДРК. На озере Танганьика имеется порт для сообщения с Танзанией. Имеется также аэропорт, принимающий регулярные рейсы из крупных городов ДРК.

## Города-партнёры
- Штайнхайм, Германия